# Liste der Monuments historiques in Saint-Morel
Die Liste der Monuments historiques in Saint-Morel führt die Monuments historiques in der französischen Gemeinde Saint-Morel auf.

## Liste der Immobilien
| Bezeichnung       | Beschreibung                       | Standort               | Kennzeichnung | Schutzstatus | Datum | Bild           |
| ----------------- | ---------------------------------- | ---------------------- | ------------- | ------------ | ----- | -------------- |
| Kirche St-Maurice | aus dem 16. Jahrhundert            | Rue de l’Église (Lage) | PA00078506    | Classé       | 1919  | weitere Bilder |
| Kirchhof          | ehemaliger Friedhof mit Stützmauer | Rue de l’Église (Lage) | PA00078505    | Classé       | 1930  | weitere Bilder |

## Liste der Objekte
| Bezeichnung                                       | Beschreibung                           | Standort                        | Kennzeichnung | Schutzstatus | Datum | Bild |
| ------------------------------------------------- | -------------------------------------- | ------------------------------- | ------------- | ------------ | ----- | ---- |
| Skulptur Madonna mit Kind                         | Stein, 13. Jahrhundert                 | in der Kirche St-Maurice (Lage) | PM08000478    | Classé       | 1911  |      |
| Skulptur Heiliger Rochus mit Hund                 | Holz, farbig gefasst, 18. Jahrhundert  | in der Kirche St-Maurice (Lage) | PM08000482    | Classé       | 1966  |      |
| Relief Leben und Martyrium des heiligen Mauritius | Holz, farbig gefasst, 15. Jahrhundert  | in der Kirche St-Maurice (Lage) | PM08000477    | Classé       | 1908  |      |
| Kreuzigungsgruppe                                 | Holz, 15. Jahrhundert                  | in der Kirche St-Maurice (Lage) | PM08000479    | Classé       | 1926  |      |
| Skulptur Heiliger Sebastian                       | Stein, 17. oder 18. Jahrhundert        | in der Kirche St-Maurice (Lage) | PM08000480    | Classé       | 1966  |      |
| Skulptur Heiliger Georg                           | Stein, farbig gefasst, 18. Jahrhundert | in der Kirche St-Maurice (Lage) | PM08000481    | Classé       | 1966  |      |